# Alox zalion
Alox zalion is een krabbensoort uit de familie van de Leucosiidae. De wetenschappelijke naam van de soort is voor het eerst geldig gepubliceerd in 1995 door C. G. S. Tan & Ng.